# Planet radio
Planet radio est une station de radio locale privée implantée à Bad Vilbel, en Hesse.

## Histoire
Cette radio pour la jeunesse est en fonctionnement depuis le 21 avril 1997 sous le nom de Planet Radio. En août 2006, « more music » est ajouté à son nom. Jusqu'à l'été 2001, Planet Radio (ainsi que la station sœur FFH) émet depuis une station de radio située à Francfort-Rödelheim. Ensuite, FFH, Planet more music radio et harmony.fm émettent depuis le nouveau centre de diffusion de Bad Vilbel. Le suffixe « more music » n'est plus prononcé à l'antenne à partir du 26 août 2013. Avec l'introduction du nouveau logo le 13 janvier 2014, il n'est plus effectif du tout.

## Audience
Selon le dernier numéro de Media-Analyse paru en 2019, 85 000 personnes en moyenne écoutent le programme de Planet radio toutes les heures, la radio publique You FM atteignant 105 000 auditeurs par heure. En nombre d'auditeurs par jour, Planet radio avec 1 053 000 auditeurs devance You FM, qui atteint 763 000 auditeurs.

### Source de la traduction
- (de) Cet article est partiellement ou en totalité issu de l’article de Wikipédia en allemand intitulé « planet radio » (voir la liste des auteurs).